# 赤崗駅
赤崗駅（せきこう-えき）は、中華人民共和国広東省広州市海珠区に位置する広州地下鉄8号線の駅。
2010年9月25日より、文化公園駅 - 暁港駅間が8号線として開通し、暁港駅 - 万勝囲駅間も8号線の路線となる。このため、2号線の江南西駅 - 万勝囲駅間は廃止され、それと同時に江南西駅 - 昌崗駅 - 広州新客駅間が開通した。

## 利用可能な鉄道路線
- 広州市地下鉄道総合公司
  - 8号線

## 駅周辺
- 省第二人民医院
- 海軍医院
- 粤信広場

## 歴史
- 2003年6月28日 - 開業。

## 隣の駅
■広州地下鉄8号線
磨碟沙駅 - 赤崗駅 - 客村駅